# Pilgerschrittverfahren
Mit Pilgerschrittverfahren werden Herstellungsabläufe bezeichnet, die mit dem Pilgerschritt assoziiert werden. Allgemein sind dies Vorgänge, bei denen mit Vor- und Rückwärtsbewegungen gearbeitet wird, z. B. beim Erhitzen eines Werkstücks, um eine bestimmte Wärmeverteilung zu erreichen (warm – heiß – warm).

## Herstellung von Rohren
Das Pilgerschrittverfahren, auch kurz „Pilgern“ genannt, ist ein Verfahren zur Weiterbearbeitung von nahtlosen Rohren, insbesondere Stahlrohren. Ziel des Pilgerns ist die Reduzierung der Wandstärke von nahtlosen Rohren, die nach dem Mannesmann-Verfahren hergestellt worden sind. Derart hergestellte Rohre geringer Wandstärke haben z. B. den Bau leichter und – bei Massenfabrikation – preisgünstiger Fahrräder ermöglicht.
Die aus einem Hohlblock im Schrägwalzen gearbeiteten sogenannten Rohrluppen sind dickwandige Rohlinge, die im Pilgerschrittverfahren weiterverarbeitet werden. Hierbei wird die Rohrluppe durch ein Walzenpaar geführt, deren exzentrisch rotierende Oberflächen auf der Rohrluppe hin- und hergehende Bewegungen ausführen. Die beiden Walzen drehen sich dabei in entgegengesetzter Richtung; in das Innere der Rohrluppe ist ein führender Dorn platziert. Wenn die Walzen so stehen, dass zwischen ihnen der größte Abstand besteht, wird die Luppe mit dem Dorn eine Arbeitsschrittlänge vorgeschoben und gedreht. Die Walzen drehen sich gegen die Vorschubrichtung und engen den Freiraum ein, bis sie die Luppe auf dem Dorn greifen und dünner und länger walzen. Der Dorn und die Luppe werden mit der Drehbewegung der Walzen so mitgeführt, dass noch genügend Material für den Walzvorgang zur Verfügung steht. Wenn die Walzen soweit abgerollt sind, dass der entstehende Zwischenraum die Luppe auf dem Dorn wieder freigibt, wird das Rohr mit dem Dorn wieder vorgeschoben und der reduzierende Walzvorgang beginnt von neuem. Der schrittweise Wechsel aus Vorschub und Rückwärtswalzen gab dem Verfahren seinen Namen.
Mit diesem Verfahren können hohe Reduktionen von Querschnitt beziehungsweise Wandstärke bis über 80 % erreicht werden. Man unterscheidet zwischen Warmpilgern und Kaltpilgern.

### Warmpilgerverfahren
Das Warmpilgerverfahren ist eines der ältesten Verfahren zum Strecken von Hohlblöcken zu Rohrluppen. Heute werden überwiegend Rohre für Kraftwerke, petrochemische Industrie und den Bausektor auf Warmpilgeranlagen hergestellt.
Die Hohlblöcke werden durch Schrägwalzwerke oder Lochpressen mit nachgeschaltetem Elongator erzeugt. Für das Auswalzen im Pilgerwalzwerk wird der Hohlblock über einen zylindrischen, glatten Dorn geschoben, dessen Durchmesser etwa dem Innendurchmesser des zu fertigenden Rohres entspricht, und dann durch den Vorschubapparat den Pilgerwalzen zugeführt. Das Pilgermaul erfasst den Hohlblock, drückt eine Werkstoffwelle ab, die anschließend vom Glättkaliber auf dem Pilgerdorn zu der gewünschten Wanddicke ausgestreckt wird. Mit einem schrittweise ablaufenden Walzprozess (Pilgerschrittbewegung) wird der Hohlblock zur Luppe ausgestreckt.
Nach dem Verlassen des Pilgerwalzwerkes trennt eine Warmsäge den verbleibenden Rest der Luppe, den sogenannten Pilgerkopf, und ggf. das ungleichmäßig verformte vordere Ende der Luppe ab. Anschließend werden die Luppen in einem Nachwärmofen, z. B. einem Induktionsofen, erwärmt, bevor sie in einem Maßwalzwerk auf den gewünschten Außendurchmesser kalibriert werden.
Sowohl das nahtlose Rohr als auch das Pilgerschrittverfahren wurde von den Brüdern Max und Reinhard Mannesmann zwischen 1885 und 1890 entwickelt.

### Kaltpilgerverfahren
Das Kaltpilgerwalzwerken ist ein spezielles Formverfahren, das kosteneffizient und unverzichtbar für zahlreiche Anwendungen ist – insbesondere bei großen Rohrlängen. Es lassen sich große Querschnittsabnahmen (Durchmesser und Wandstärke) erzielen. Gleichzeitig erfolgt eine wesentliche Verringerung der Exzentrizität durch die Homogenisierung des Materialflusses bei der Umformung und gewünschte Mikro-Strukturen im Werkstoff werden eingestellt.
Durch das Kaltpilgern können zusätzliche, zeit- und kostenintensive Prozessschritte wie Reinigen, Glühen, Beizen, Schneiden, Richten entfallen. Die hohe Anzahl der Umformstufen verbessert die Rundheit, die Homogenität und die Oberflächenqualität der Nahtlosrohre. Kein anderer Kaltumformungsprozess für Rohre bietet so viele Vorteile wie das Kaltpilgern.

## Herstellung von Schlitzwänden
Beim Bau von Schlitzwänden wird das alternierende Ausheben der Schlitze als Pilgerschrittverfahren bezeichnet. Dabei werden zuerst die Primärschlitze hergestellt und im Anschluss folgen in einem zweiten Arbeitsgang die zwischen den Primärschlitzen liegenden Sekundärlamellen. Dies ermöglicht die zeitgleiche Herstellung mehrerer Lamellen und damit einen schnelleren Bauablauf.

## Absicherung von Erdreich per Spritzbetonwand
Auch bei der Absicherung von Erdreich mittels vernagelter Spritzbetonwand wird mit einem Verfahren gearbeitet, das als Pilgerschrittverfahren bezeichnet wird. Dabei werden Aushübe in Sektionen durchgeführt, welche eine Breite von 2 bis 3 m und eine Tiefe von 1,50 bis 1,60 m haben.

## Herstellung von Betonwänden
Bei der Erstellung langer, überdimensionaler Betonwände hat die Anwendung des Pilgerschrittverfahrens bautechnische und logistische Vorteile. Die Wand wird in einzelne Blöcke unterteilt. Erst wird jeder zweite Block erstellt. An den Verbindungsseiten werden Aussparungen vorgesehen, die der späteren Verzahnung mit den nachträglich einbetonierten Lückenelementen dienen. Die beim Abbinden des Betons entstehende Hydratationswärme kann gleichmäßiger abfließen. Im nächsten Schritt werden die Lücken ausbetoniert, wobei die bereits erstellten Blöcke die seitlichen Schalungen erübrigen. Bei entsprechend vorhandenem Personal können gleichzeitig mehrere Blöcke hochgezogen werden, was die Arbeitsabläufe vereinfacht.

## Herstellung von Fahrbahnplatten
Das Betonieren der Stahlbetonfahrbahnplatten von Stahlverbundbrücken erfolgt oft abschnittsweise im Pilgerschrittverfahren. Dabei wird die Fahrbahnplatte nicht kontinuierlich in nacheinander folgenden Abschnitten hergestellt. Erst nach dem Betonieren der Fahrbahnplatte im Feldbereich wird der zuvor ausgelassene Abschnitt im Stützbereich hergestellt. Durch diesen Bauablauf lassen sich die Betonzugspannungen und somit die Gefahr der Rissbildung im Stützbereich über den Pfeilern reduzieren.